# Diaspora niemiecka
Diaspora niemiecka, Deutschstämmigeⓘ – społeczność niemiecka zamieszkująca poza granicami Niemiec.

## Polityka narodowościowa w Generalnym Gubernatorstwie
W okresie II wojny światowej tym określeniem nazywano ludzi kwalifikujących się do przyjęcia drugiej kategorii Deutsche Volksliste. Ponadto jest to określenie niemieckiej akcji tworzenia na ziemiach polskich grupy osób pochodzenia niemieckiego, z perspektywą na regermanizację tej grupy. Prowadzona była od października 1941 do wiosny 1944. Zgodnie z rozporządzeniem Ministerstwa Spraw Wewnętrznych Rzeszy z dnia 4 marca 1941 na terenach Generalnego Gubernatorstwa wprowadzono czterostopniową DVL, w której Deutschstämmige zaliczeni zostali do drugiej kategorii jako osoby przyznające się do narodowości niemieckiej, posługujące się na co dzień językiem niemieckim, kultywujące kulturę niemiecką, zachowujące się biernie.
Akcję na terenie Generalnego Gubernatorstwa wyprzedziły intensywne poszukiwania na wybranych terenach potomków dawnych kolonistów niemieckich, którzy spolonizowali się, jednak pod względem rasowym i dziedziczno-biologicznym uważani byli przez nazistowskich Niemców za wartościowych. W tym celu dokonać miano w Generalnym Gubernatorstwie oddzielenia ludności uznanej za niemiecką od elementu polskiego. Akcja przywracania do niemczyzny skierowana była do ludności całych gmin powiatów krośnieńskiego, sanockiego i rzeszowskiego. Władze niemieckie liczyły na odnalezienie tylko w tych powiatach 100 tys. osób pochodzenia niemieckiego. Pierwsze rejestracje osób rozpoczęły urzędy niemieckie w 1942, a cała akcja przeciągnęła się do roku 1944. Akcja ta objęła ludność określaną mianem Głuchoniemców, którzy mimo nieznajomości języka, noszenia polskich nazwisk oraz błędnego utożsamiania się z Polską i polszczyzną są faktycznie zapomnianą częścią narodu niemieckiego. Termin ten nie był wymysłem hitlerowskiej propagandy, lecz jest znany również we współczesnej etnografii. W polskiej kulturze ludowej funkcjonował jako przezwisko rozproszonych wśród Polaków osadników niemieckojęzycznych, z którymi polscy chłopi nie byli się w stanie porozumieć do czasu asymilacji językowej przybyszów. Do propagowania odrodzenia się poczucia niemczyzny wśród żyjących w Polsce potomków średniowiecznych osadników między Sanem a Wisłokiem służyć miała m.in. literatura propagandowa Emiliana Haczowskiego Zew przodków, wydana w Krakowie w roku 1944. Poza Podkarpaciem na polskich terenach okupowanych akcja prowadzona była również na Zamojszczyźnie oraz Galicji.
Podobne akcje planowane były również w innych krajach Europy Środkowo-Wschodniej, m.in. na Węgrzech, Serbii, Chorwacji, Słowacji i Rumunii, gdzie według obliczeń pod koniec 1944 pozostawało 2,5 mln Deutschstämmige.
W okresie powojennym Deutschstämmige zostali uznani przez polskie władze komunistyczne za zdrajców narodu polskiego z zamiarem skierowania ich do miejsc odosobnienia na czas nieoznaczony. Po roku 1950 osoby te zostały w Polsce zrehabilitowane.